# Contea di Wen'an
La contea di Wen'an (文安县S, Wén'ān XiànP) è una contea della Cina, situata nella provincia di Hebei e amministrata dalla prefettura di Langfang.